# Janusz Kałużny
Janusz Kałużny (ur. 27 listopada 1955 w Warszawie, zm. 6 marca 2015 tamże) – polski astronom, profesor doktor habilitowany.

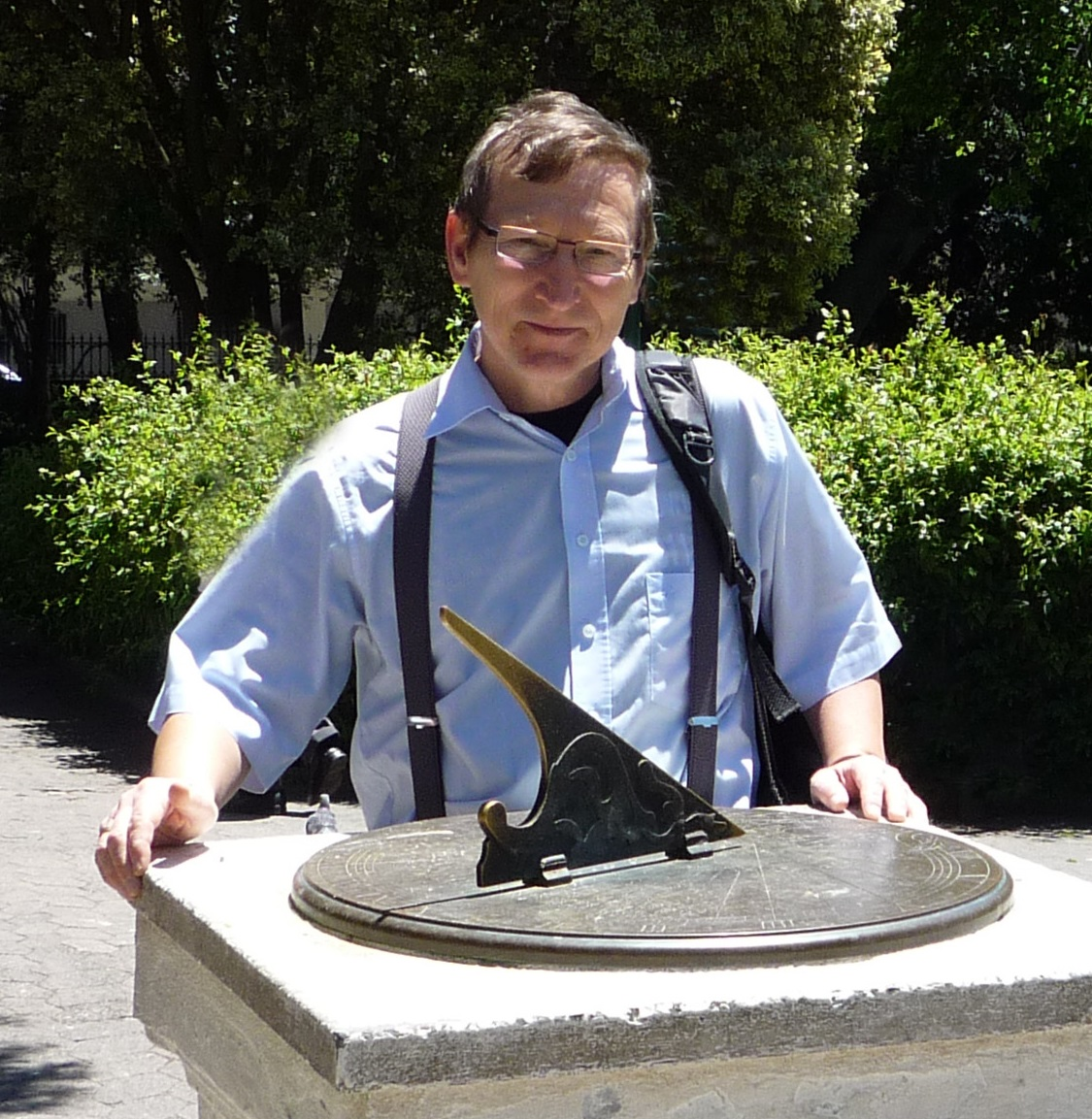
Janusz Kałużny w Kapsztadzie, w przerwie prac nad projektem SALT (Wielki Teleskop Południowoafrykański)

## Życiorys
Ukończył studia astronomiczne na Wydziale Fizyki Uniwersytetu Warszawskiego w 1980 r., pierwszych obserwacji dokonywał w Obserwatorium Astronomicznym w Ostrowiku. Karierę naukową rozpoczął pod kierunkiem Sławomira Rucińskiego. Początkowo przedmiotem jego zainteresowań były układy kontaktowe typu W UMa, którym poświęcił obronioną w 1985 roku rozprawę doktorską. Lata 1986 i 1987 spędził na stażu podoktorskim w Space Telescope Science Institute (STScI), gdzie zapoznał się z nową wówczas techniką obserwacyjną – fotometrią CCD. Opanował ją do perfekcji, stając się jednym z najlepszych na świecie specjalistów w tej dziedzinie. W STScI zainteresował się układami podwójnymi w gromadach gwiazdowych i wkrótce skoncentrował na nich niemal całą swoją działalność naukową.
Na początku lat dziewięćdziesiątych jako doświadczony fotometrysta uczestniczył w uruchamianiu projektu OGLE, który zaowocował niezliczonymi odkryciami składającymi się na jedno z największych polskich osiągnięć naukowych kolejnych dwudziestu lat.
W ramach własnego projektu obserwacyjnego Cluster AgeS Experiment (CASE), realizowanego we współpracy z Carnegie Observatories, opracował i wdrożył zaproponowaną przez prof. Bohdana Paczyńskiego metodę wyznaczania odległości i wieku gromad kulistych poprzez obserwacje rozdzielonych układów podwójnych. Ze swym zespołem zebrał unikatowe dane umożliwiające weryfikację teorii budowy i ewolucji gwiazd II populacji, a także wyrokowanie o przynależności gwiazd do gromady na podstawie ruchów własnych. Jego najważniejszym osiągnięciem naukowym było usunięcie rozbieżności między wiekiem Wszechświata ocenianym na podstawie obserwacji kosmologicznych i wiekiem najstarszych gromad kulistych
Habilitował się w roku 1994, tytuł profesorski otrzymał w 1998. Pracował początkowo w Obserwatorium Astronomicznym Wydziału Fizyki Uniwersytetu Warszawskiego, a następnie jako profesor zwyczajny w Centrum Astronomicznym im. Mikołaja Kopernika Polskiej Akademii Nauk w Warszawie.
Był członkiem (Organizing Committee Member of Division V Commission 42 Close Binary Stars) i (Member of Division V Variable Stars) Międzynarodowej Unii Astronomicznej oraz Komitetu Astronomii Polskiej Akademii Nauk. Był również przedstawicielem Polski w Naukowej Grupie Roboczej SALT – Wielkiego Teleskopu Południowoafrykańskiego. Był członkiem projektów naukowych OGLE, DIRECT i CASE.
Był autorem lub współautorem prawie 300 publikacji naukowych, które były cytowane ponad 6000 razy. Wypromował 8 doktorów, był recenzentem kilkunastu prac doktorskich.
Kilkakrotnie, w latach 1984, 1985, 1986, 1990 i 1991, został laureatem Nagrody Młodych Polskiego Towarzystwa Astronomicznego przyznawanej naukowcom w wieku do 35 lat za wybitny indywidualny dorobek w dziedzinie astronomii. W 2007 roku został laureatem konkursu 'MISTRZ' Fundacji na rzecz Nauki Polskiej.